# یوهین‌های بلوطی
یوهین‌های بلوطی (نام علمی: Staphida) یک سرده از پرندگان گنجشک‌سان از تیرهٔ چشم‌سفیدان (Zosteropidae) است.
این سرده دارای سه گونه زیر است:
| تصویر | نام رایج        | نام علمی             | پراکنش                      |
| ----- | --------------- | -------------------- | --------------------------- |
|       | یوهین سینه‌بلوطی | Staphida everetti    | کوهستان بورنئو              |
|       | یوهین راه‌راه    | Staphida castaniceps | هیمالیا تا شمال غربی تایلند |
|       | یوهین هندوچینی  | Staphida torqueola   | جنوب چین و شمال هندوچین     |